# 洗濯ブラザーズ
洗濯ブラザーズ（せんたくぶらざーず）は、茂木貴史、茂木康之のリアル兄弟で、毎日の洗濯を楽しくハッピーにするための活動をする洗濯のプロ集団。

## 概要
大阪府羽曳野市出身の長男・茂木貴史、次男・茂木康之のリアル兄弟で結成し、毎日の洗濯を楽しくハッピーにするための活動をする洗濯のプロ集団。
横浜でクリーニング店「LIVRER YOKOHAMA(リブレ ヨコハマ)」を経営するかたわら、劇団四季、シルク・ドゥ・ソレイユ、クレイジーケンバンドなど国内外の有名アーティストの衣装クリーニングを行う。また、オリジナルのナチュラル洗剤を開発し、好評を博している。洗剤は、エストネーション、バーニーズニューヨーク、コンランショップをはじめ、全国の百貨店、セレクトショップなどの店頭でも展開されている。洗濯ブラザーズの長男・茂木貴史は長年、カリフォルニア オーガニックコスメ、フードブランドの輸入業に携わりていたことがあり、ナチュラル・オーガニックという視点から、服と肌にやさしい洗濯法を追求。次男・茂木康之は、テキスタイル会社やクリーニング機械メーカーを経て、2007年にクリーニング店「LIVRER YOKOHAMA(リブレ ヨコハマ)」を設立。お客さまの洗濯の悩みをじかに聞き、いかに手間なく衣類をきれいにできるか、研究を重ねる。彼らの友人の今井良が三男として合流。洗濯ブラザーズが提唱する洗濯術は、キレイに洗えて、服を傷めず長持ちさせられると好評を得ている。現在は、全国の百貨店、セレクトショップなどでイベントやセミナー、講演を行っている。毎日の洗濯が、「嫌いな家事」から「好きな家事」になるように、洗濯の楽しさを伝える活動をしている。メディア出演が急増中。
長男と次男の趣味は共にサーフィン。

## メディア
- 女性誌 SPUR 4月号 掲載 2022年3月
- 男性誌 MENS CLUB 3月号 6パージ 掲載 2022年2月
- バゲット（日本テレビ) 2022年2月1日出演
- ZIP！（日本テレビ）2021年11/29日出演
- 山崎怜奈の「誰かに話したかったこと。」（TOKYO FM）出演
- 女性誌CLASSY 8月号にて5パージ特集掲載
- ウラマヨ（関西テレビ）2021年6/19出演
- ZIP！（日本テレビ）2021年6月7日出演
- 雑誌「オレンジページ」（4/30）
- J-WAVE「MAKE MY DAY」（4/18）
- イット（フジテレビ）2021年4月14日出演
- 雑誌「GINZA」（4/12）
- 関西テレビ「土曜はナニする!?」（4/10）
- 戸田恵子「オトナクオリティ」（日本放送）2021年4月14日出演
- チャント！（TBS）2021年4月13日出演
- TBS「ラヴィット！」（4/1）
- NHK総合「あさイチ」（3/31）
- 名古屋テレビ（メ〜テレ）「ドデスカ！」（3/8）
- 雑誌「ESSE」（3/2）
- LUCKY ME（FM横浜）2021年2月28日出演
- 杏子と政哉のSPICE OF LIFE GOLD(JFN）2021年2月16日出演
- web「文春オンライン『ベストセラー解剖』」（2/11）
- フジテレビ系「イット！」（1/6）
- WEB「プレジデント　オンライン」（12/18、12/20、12/25、12/31）
- TBSラジオ「ジェーン・スー生活は踊る」（12/15）
- 81.3ＦＭ（J-WAVE）2020年11月17日CM
- おはよう日本（NHK）2020年11月2日出演
- おはよう日本（NHK）2020年10月26日出演
- TBS系「サタデープラス」（10/24）
- STYLE LAB（J-WAVE）2020年10月21日出演
- ZIP！（日本テレビ） 2020年10月14日出演
- ムック「InRed特別編集 ストールの巻き方 完全版」（9/29）
- 今夜も洗濯しナイトーーー！ 福本敦子（standfm）
- ヒルナンデス！（日本テレビ）2020年9月3日出演
- ちょうどいいラジオ（FM YOKOHAMA）2020年8月19日出演
- FMヨコハマ「FUTURESCAPE」（8/1)
- 今夜も洗濯しナイトーーー！ Chozen Lee from Fire Ball（standfm）
- TBSラジオ「篠田麻里子のGOOD LIFE LAB！」2020年7月28日出演
- TBSラジオ「篠田麻里子のGOOD LIFE LAB！」2020年7月21日出演
- TBSラジオ「ジェーンスー 生活は踊る」2020年７月14日出演
- フジテレビ系「とくダネ!」（7/16）
- フジテレビ系「LiveNewsit」（7/15)
- 日テレ系「スクール革命」（5/31）
- JFN「Simple Style -オヒルノオト」（4/22)
- TOKYO FM「Honda Smile Mission」（4/14)
- FMヨコハマ「ちょうどいいラジオ」（4/1)
- CAST（朝日放送テレビ）2020年3月16日出演
- この差って何ですか？（TBS）2020年2月18日出演[7]
- メ〜テレ「アップ！」（1/23）
- メ〜テレ「ドデスカ！」（1/23）
- ほぼ日刊イトイ新聞[8]
- TRUME TIME AND TIDE（J-WAVE）2019年12月28日出演
- ソレダメ！ ～あなたの常識は非常識!?（テレビ東京）2019年12月11日出演
- ドデスカ！ハピスタ（名古屋テレビ）2019年12月2日（月）出演
- TOKYO SAVVY（J-WAVE）2019年9月20日出演
- TOKYO MORNING RADIO（J-WAVE）2019年6月11日出演
- ひるまえほっと（NHK総合）2019年6月10日出演[9]
- 「ハルメク」2018年10月号掲載[10]
- GOOD NEIGHBORS（J-WAVE）2019年5月20日（月）出演[11]
- KANAGAWA Muffin（Fm yokohama 84.7）2018年6月16日出演[12]

## 著書
- 『日本一の洗濯屋が教える 間違いだらけの洗濯術』（アスコム刊）